# Francesco Laurana
Francesco Laurana (kroatisch Franjo Vranjanin; * 1430 in Vrana bei Zadar, Dalmatien; † 1502 in Avignon) war ein in Neapel, Sizilien und Südfrankreich aktiver Bildhauer, Architekt, Maler und Medailleur.

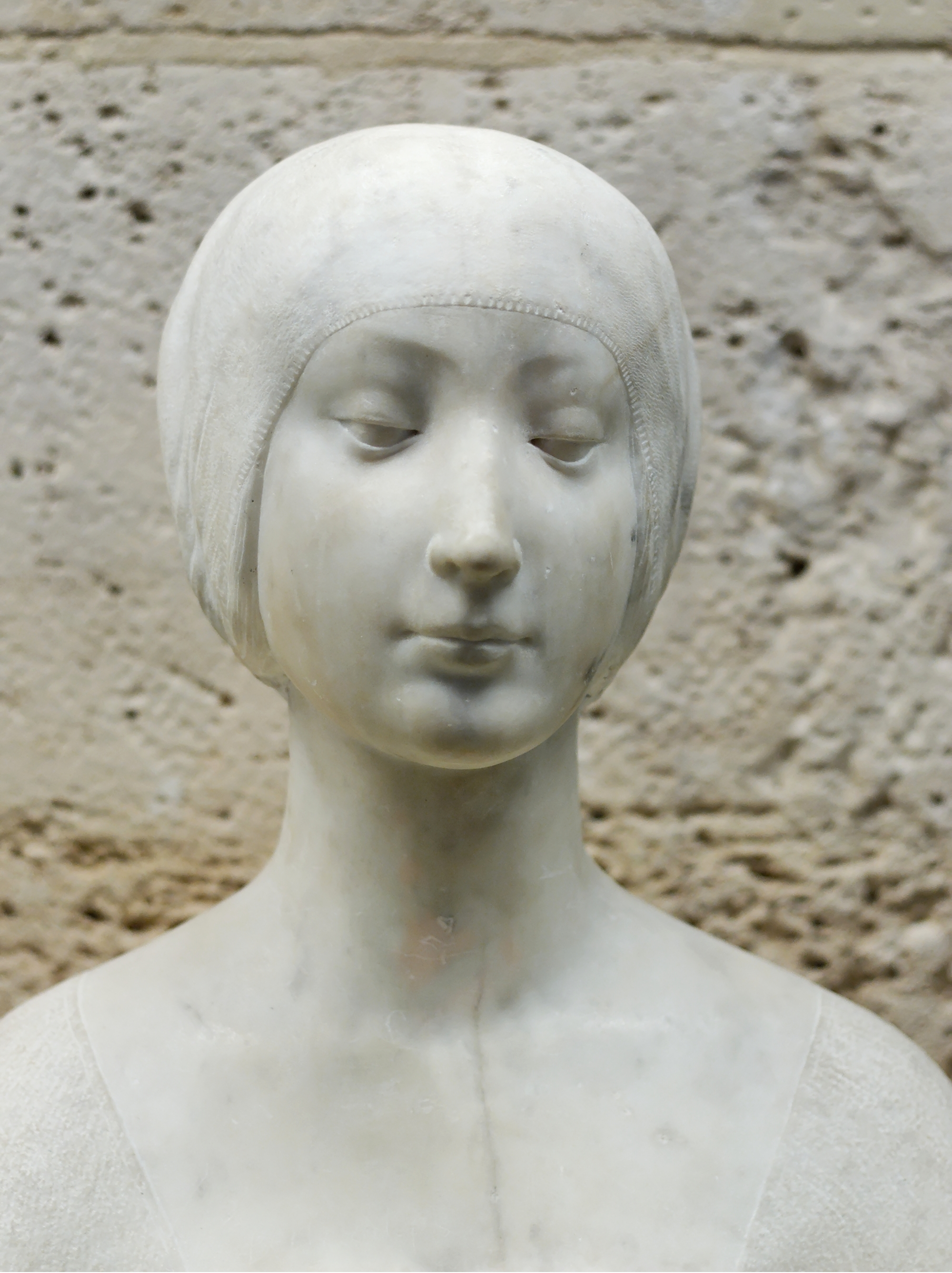
Francesco Laurana: Marmorbüste einer Prinzessin, Paris, Louvre MR 2597 (1471)

## Leben
Francesco Laurana wurde im damals venezianischen Dalmatien geboren und trat 1455 erstmals in Neapel in Erscheinung, wo er vermutlich auf Vermittlung durch Pietro da Milano und als dessen Mitarbeiter am Triumphbogen  des Castel Nuovo für König Alfons V. arbeitete. Später wirkte Laurana in der Provence und 1467 bis 1472 in Sizilien, wo er sich auf die Anfertigung von Porträtbüsten spezialisierte. Aus dieser Zeit sind vor allem seine Büste der Eleonore von Aragon und die Mastrantonio-Kapelle in der Kirche San Francesco d’Assisi in Palermo, an der auch der Bildhauer Pietro de Bonitate mitwirkte, bekannt. Francesco Laurana arbeitete oft mit Domenico Gagini zusammen, den er bereits von seinem Aufenthalt in Neapel kannte. 1472 bis 1475 ging er wieder nach Neapel, doch seine letzten Lebensjahre verbrachte er in Südfrankreich, wo in Marseille nach seinen Entwürfen die Kapelle St. Lazare entstand.

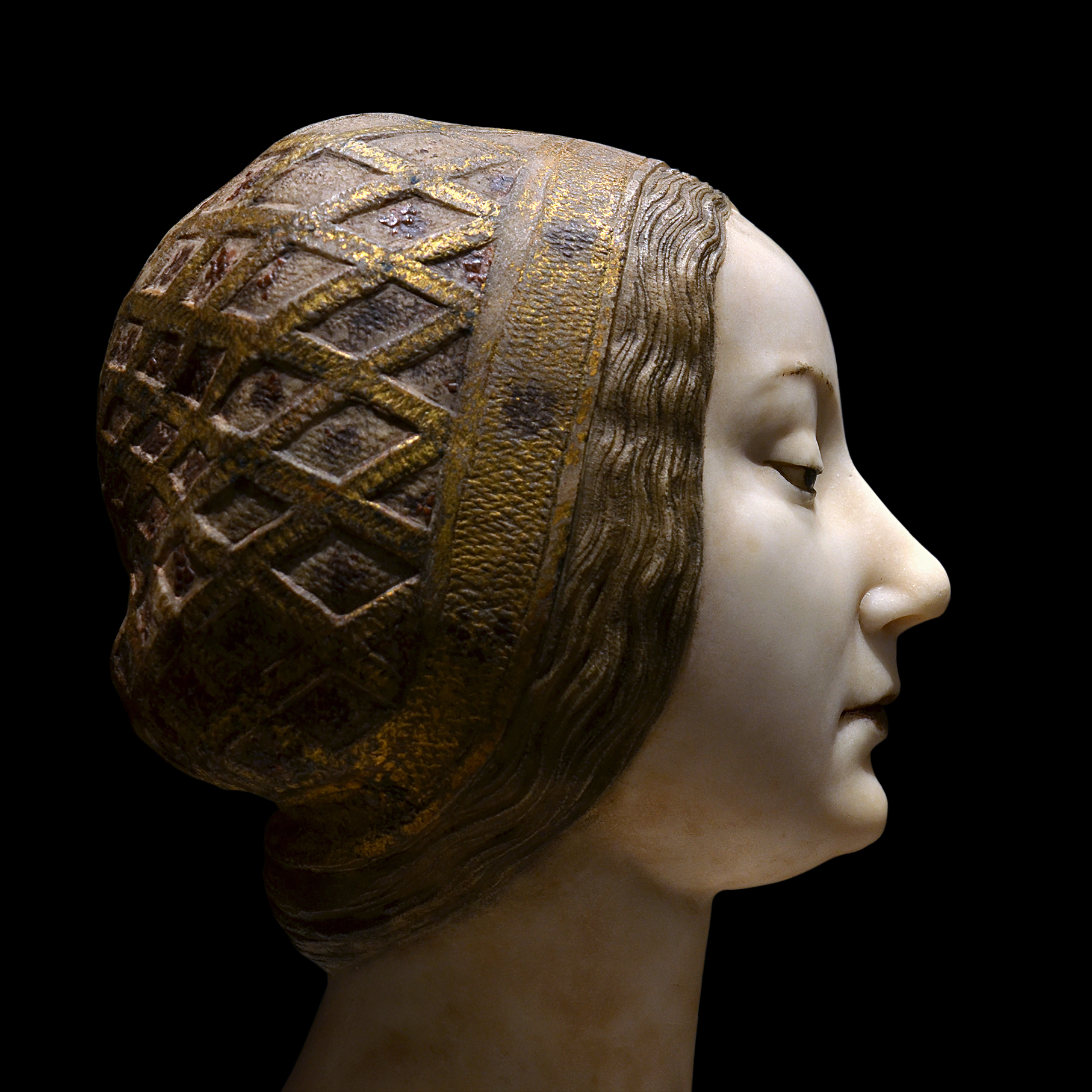
Kunsthistorisches Museum Wien Francesco Laurana Laura